# 汪洋 (天順進士)
汪洋（1441年—1500年），字文淵，南直隸安慶府潛山縣人，燕山前衛軍籍，治《詩經》。

## 生平
八月二十日生，行一。中式順天府鄉試第七十六名舉人，會試中式第一百六十八名。年二十四歲中式天順八年甲申科第二甲第五十二名進士。

## 家族
曾祖汪道弘；祖汪信；父汪甫，刑部主事；母□氏。慈侍下，妻梅氏（聘），弟漠。